# Ekuma (Fluss)
Ekuma, im Oberlauf Etaka (oder auch englisch Etaka Channel, Etaka-Kanal), ist eines der drei (neben Nipele und Gwashigambo) großen Riviere, welches die Etosha-Pfanne im Norden Namibias speist. Im Osten ist dies der Omuramba Owambo. Das Einzugsgebiet beträgt etwa 58.000 km².
Der Ekuma ist Teil des Oshana-Systems. Er hat eine Länge von etwa 250 Kilometer.
Ekuma/Etaka könnte geologisch darauf hinweisen, dass es sich um den ursprünglichen Hauptlauf des Kunene handelt, der vor etwa zwei Millionen Jahren austrocknete.

## Flusslauf

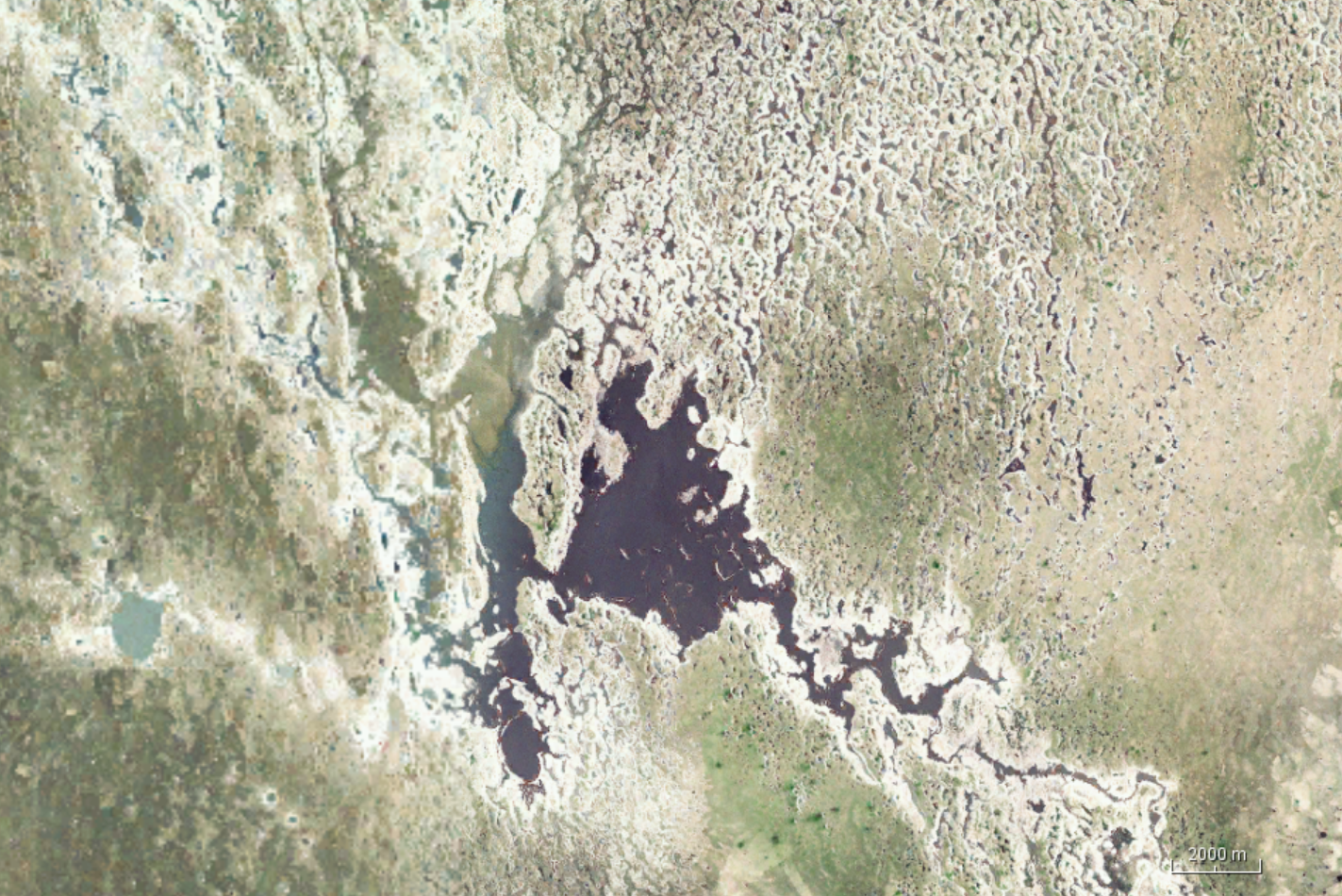
Oponono-See mit dem Ekuma unten rechts

Der Fluss bildet sich als linker Nebenfluss vom Kunene (am Calueque-Damm) im Süden Angolas in der Provinz Cunene. Er fließt anschließend und meist ganzjährig über die Grenze zwischen Angola und Namibia gen Süden in den Olushandja-Damm. Ab dort bewegt er sich als Trockenfluss in südöstlicher Richtung an Tsandi und Okahao vorbei. Er bildet fortan über weite Strecken die Grenze zwischen den Regionen Omusati und Oshana und bildet dann die für den Wahlkreis Uuvudhiya namensgebende Senke. Im weiteren Verlauf bildet der Ekuma den Oponono-See und mündet dann unweit der Grenze mit der Region Oshikoto in die nordwestliche Etosha-Pfanne im Etosha-Nationalpark.